# Tonic DNA
Anciennement nommé Studio Pascal Blais,, Tonic DNA est un studio d'animation visuelle, basé à Montréal, avec des antennes à Toronto et Mexico.
Fondé en 1983 par Pascal Blais et Bernard Lajoie, le studio à notamment reçu plusieurs prix récompensant différentes réalisations,,,.

## Histoire
Tonic DNA est créée en 1983 par Pascal Blais et Bernard Lajoie à Montréal. Elle est constituée sous forme de société sous le nom Studio Pascal Blais Inc. le 30 juin 2005.
Située au cœur du Vieux-Montréal, Tonic DNA se spécialise en animation 2D/3D pour le marché de la publicité, du film et de la série depuis plus de 35 ans.
Pascal Blais, Bernard Lajoie et Howard Huxham construisent l'entreprise au fil des années en s’associant à des artistes de talent et de renommée internationale. Parmi ces artistes on compte Alexander Petrov, gagnant de l’Oscar pour le meilleur film d’animation en l’an 2000, ainsi que Cordell Barker et ses deux nominations aux Oscars, Rob Valley ou encore Patrick Boivin.
Stefanie Bitton se joint à l’équipe en 2005 pour gérer le développement des affaires internationales. En 2015, Stefanie Bitton devient associée et dirige l’entreprise avec Pascal Blais, Bernard Lajoie et Howard Huxham. Elle prend le rôle de Vice-présidente et Productrice Exécutive.
Le 28 mars 2018, l'entreprise change de direction et de nom. Elle est présidée dirigée par Bernard Lajoie (vice-président et producteur exécutif), Howard Huxham (vice-président et producteur exécutif – Séries et film) et Stefanie Bitton (vice-présidente et productrice exécutive – Publicité).
En 2018, une quinzaine de réalisateurs et spécialistes de l’image par image forment l’équipe de Tonic DNA.

## Réalisations

### Publicité
Tonic DNA produit des publicités pour des clients de renommée internationale.
Entre 1990 et 1992, Tonic DNA produit la campagne de Diet Coke avec Obélix.
En 2003, le studio produit la ré-interprétation du Père Noël de Coca-Cola, créé au cours des années 30 par l’artiste Haddon Sundblom et devenu l’icône universel de Noël.

### Cinéma
En 1996, Tonic DNA collabore avec Sylvain Chomet et produit son premier film : La vieille dame et les pigeons. Ce film est nommé aux Oscars et gagne plusieurs prix internationaux, dont un BAFTA, un prix Gémeaux ainsi que le grand prix du festival d’Annecy.
En 1999, Tonic DNA collabore avec Alexander Petrov sur son adaptation du roman d'Ernest Hemingway: Le vieil homme et la mer. Le studio en assure la distribution. Il devient le tout premier film d’animation format IMAX et remporte l’Oscar du meilleur film d'animation en l’an 2000.

## Prix et distinctions
| Film                           | Année | Récompense                                          | Catégorie                          | Résultat |
| ------------------------------ | ----- | --------------------------------------------------- | ---------------------------------- | -------- |
| La Vieille Dame et les Pigeons | 1997  | BAFTA                                               | Meilleur court-métrage d'animation | Remporté |
| La Vieille Dame et les Pigeons | 1998  | 70e cérémonie des Oscar                             | Meilleur court-métrage d'animation | Nommé    |
| La Vieille Dame et les Pigeons | 1997  | Festival international du film d'animation d'Annecy | Meilleur court-métrage d'animation | Remporté |
| La Vieille Dame et les Pigeons | 1998  | 23e cérémonie des César                             | Meilleur court-métrage             | Nommé    |
| La Vieille Dame et les Pigeons | 1997  | Prix Génie                                          | Meilleur film d'animation          | Remporté |
| Le Vieil Homme et la Mer       | 2000  | 72e cérémonie des Oscar                             | Meilleur court-métrage d'animation | Remporté |
| Le Vieil Homme et la Mer       | 2000  | BAFTA                                               | Meilleur court-métrage d'animation | Nommé    |